# Gouy (Aisne)
Gouy es una comuna francesa situada en el departamento de Aisne, de la región de Alta Francia.

## Geografía
Está ubicada al norte del departamento, a 18 km al norte de San Quintín. En esta comuna se encuentra el nacimiento del río Escalda (Escaut).

## Demografía
| 671 | 628 | 694 | 659 | 641 | 649 | 621 | 569 |
| Para los censos de 1962 a 1999 la población legal corresponde a la población sin duplicidades (Fuente: INSEE [Consultar]) |     |     |     |     |     |     |     |